# Antonci (gmina Grožnjan)
Antonci (wł. Antonzi) – wieś w Chorwacji, w żupanii istryjskiej, w gminie Grožnjan. W 2011 roku liczyła 62 mieszkańców.